# Protandrena
Protandrena is een geslacht van vliesvleugelige insecten uit de familie Andrenidae. De wetenschappelijke naam is voor het eerst geldig gepubliceerd in 1896 door Theodore Dru Alison Cockerell.
Zoals de naam aangeeft is dit geslacht verwant aan dat van de zandbijen (Andrena). De eerste soorten werden oorspronkelijk, onder andere door Cockerell zelf, tot Andrena gerekend, maar Cockerell zag al snel in dat ze tot een apart geslacht moesten behoren, dat hij Protandrena noemde. 
Het geslacht telt meer dan vijftig soorten. Deze solitaire bijen komen vooral voor in het zuidwesten van de Verenigde Staten (New Mexico, Texas), en van Mexico tot in Panama. De typesoort is Protandrena maurula, aanvankelijk door Cockerell beschreven als Andrena maurula en ontdekt in Texas.

## Soorten
- P. abdominalis (Cresson, 1878)
- P. amplipennis Timberlake, 1976
- P. angusticeps Timberlake, 1976
- P. avulsa Ramos & Melo, 2006
- P. bachue Gonzalez & Ruz, 2007
- P. bancrofti Dunning, 1897
- P. bicolor (Timberlake, 1955)
- P. bishoppi Crawford, 1916
- P. blandula Timberlake, 1976
- P. boharti Timberlake, 1976
- P. cockerelli Dunning, 1897
- P. cognata Timberlake, 1976
- P. duplonotata (Timberlake, 1955)
- P. durangoensis Timberlake, 1976
- P. eclepta Timberlake, 1976
- P. euphorbiae (Timberlake, 1955)
- P. exigua Timberlake, 1976
- P. fasciata Timberlake, 1976
- P. foveata Timberlake, 1976
- P. guarnensis Gonzalez & Ruz, 2007
- P. heteromorpha (Cockerell, 1896)
- P. hurdi Timberlake, 1976
- P. impressa Timberlake, 1976
- P. irwini Timberlake, 1976
- P. kansensis Timberlake, 1976
- P. lateralis Timberlake, 1976
- P. leucopus Timberlake, 1976
- P. lipovskyi Timberlake, 1976
- P. maculata Timberlake, 1976
- P. marstoni Timberlake, 1976
- P. maurula (Cockerell, 1896)
- P. maximina Gonzalez & Ruz, 2007
- P. metanotalis Timberlake, 1976
- P. mexicanorum (Cockerell, 1896)
- P. modesta (Smith, 1879)
- P. nudescens Timberlake, 1976
- P. pectidis (Timberlake, 1955)
- P. pernitens Timberlake, 1976
- P. persimilis Timberlake, 1976
- P. polita Timberlake, 1976
- P. protuberata Timberlake, 1976
- P. punctulata Timberlake, 1976
- P. rangeli Gonzalez & Ruz, 2007
- P. scutellata Cockerell, 1916
- P. semilevis Timberlake, 1976
- P. skinneri Timberlake, 1976
- P. sorocula Timberlake, 1976
- P. sphaeralceae Timberlake, 1976
- P. swenki Crawford, 1913
- P. tessellata Timberlake, 1976
- P. texana Timberlake, 1976
- P. tidestromiae Timberlake, 1976
- P. trifoliata (Cockerell, 1896)
- P. trilobata Timberlake, 1976
- P. unimaculata Timberlake, 1976
- P. verbesinae (Timberlake, 1955)
- P. wayruronga Gonzalez & Ruz, 2007
- P. xestops Timberlake, 1976